# ピディ・ジャヤ県
ピディ・ジャヤ県(ピディ・ジャヤけん、アチェ語：ڤيدياي جاي)(インドネシア語：kabupaten)は、インドネシア西端のアチェ州北西部の県。
県都はメウレウドゥ。
2007年にピディ県から分離した。
2014年の人口は13万9976人で、面積は1073.6km2。

## 隣接県
- 北：マラッカ海峡
- 東：ビルン県（英語版）
- 南～西：ピディ県（英語版）

## 出来事
2016年12月7日にアチェ州北部でM6.5の地震が起こった。
ピディ・ジャヤ県は震源に最も近く、52人が死亡した
。